# Glumelle
 (avril 2009).
Si vous disposez d'ouvrages ou d'articles de référence ou si vous connaissez des sites web de qualité traitant du thème abordé ici, merci de compléter l'article en donnant les références utiles à sa vérifiabilité et en les liant à la section « Notes et références ».

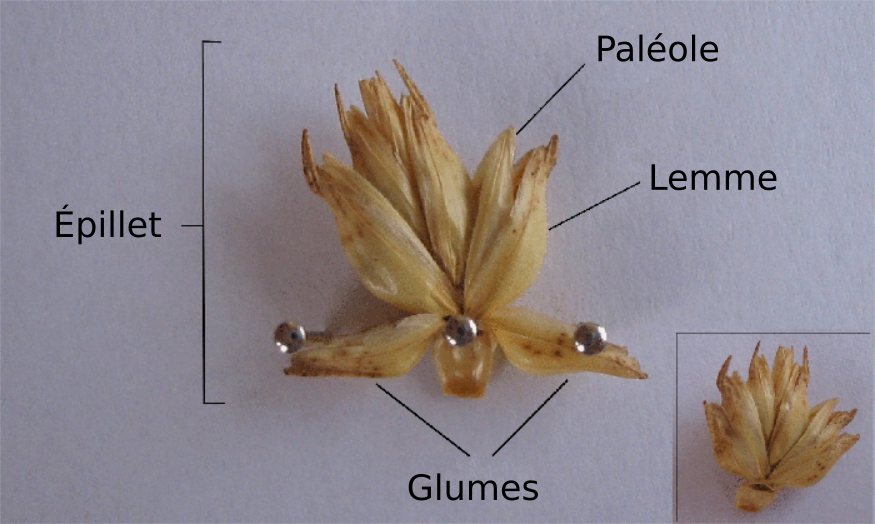
Épillet de blé montrant les glumelles (lemme et paléole).

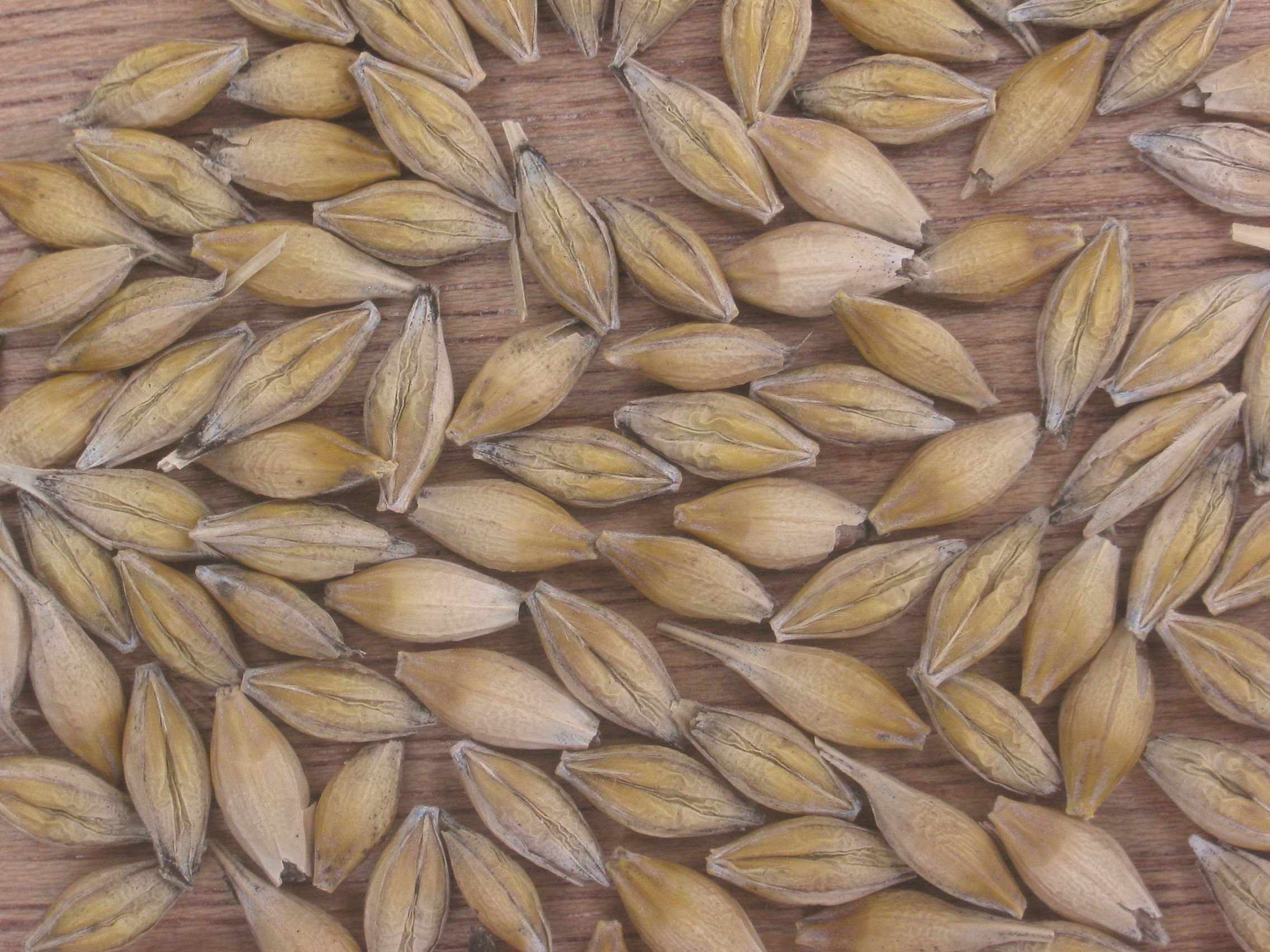
Grains d'orge revêtus de leurs glumelles.

En botanique, les glumelles sont une paire de pièces foliacées qui se trouvent à la base de chaque fleur sur l'axe floral d'un épillet, l'inflorescence élémentaire caractéristique des Poaceae.

## Description
La glumelle externe ou inférieure, appelée aussi « lemme », est insérée directement sur l'axe de l'épillet (rachillet), à la base d'un court pédicelle qui porte l'ovaire de la fleur. C'est l'équivalent d'une bractée florale.
La glumelle interne ou supérieure, appelée « paléole », est portée par ce court pédicelle qui forme en quelque sorte l'axe de la fleur elle-même et qui est appelé l'axe secondaire dans l'article sur les épillets. 
Les glumelles inférieures sont fréquemment munies d'arêtes (glumelles aristées), généralement une seule, parfois plusieurs. Les caractéristiques de ces arêtes (longueur, forme, présence de poils, mode d'insertion) aident à déterminer les différents genres et espèces. 
Les glumelles ont pour fonction de protéger la fleur, et ultérieurement le grain (caryopse). 
Dans certains cas, les glumelles sont dites adhérentes car elles restent solidaires du grain à maturité, on parle de grains « vêtus ». C'est le cas de l'orge, de l'épeautre et du riz paddy, qu'il faut soumettre au décorticage pour obtenir le riz brun.

## Interprétation
Les glumelles sont chez les Poaceae des structures de type bractées qui enserrent les fleurs simplifiées, ou fleurons, réduites à leurs organes reproductifs internes, étamines et ovaire. Contrairement aux fleurs des dicotylédones, les fleurons des graminées ne présentent ni sépales, ni pétales, remplacés par les glumelles.
La question de savoir si les glumelles, qui présentent de petites similitudes morphologiques avec les sépales, font partie du périanthe ou si ce sont des organes non-floraux est un débat de longue date chez les botanistes.
Au cours des dernières années, les études comparatives sur les mutants floraux ainsi que le séquençage du génome entier de nombreuses espèces de plantes ont fourni de solides arguments en faveur de l'hypothèse selon laquelle les glumelles seraient des sépales modifiés.